# Podmiot liryczny
Podmiot liryczny, „ja liryczne” – osoba mówiąca w utworach lirycznych.
Podmiot liryczny może występować w liczbie pojedynczej, jako ja lub w liczbie mnogiej, jako podmiot zbiorowy. Ten ostatni widoczny jest np. w Bogurodzicy: Zyszczy nam, spuści nam, itd.
Podmiot liryczny mówi przeważnie o swoich osobistych wrażeniach, przeżyciach, uczuciach, doznaniach, choć może być również rodzajem komentatora zdarzeń, w sposób zbliżony do narratora występującego w powieściach. W tym ostatnim wypadku, ja lirycznego-obserwatora, zwykle trudno określić kim podmiot liryczny jest (jak np. w utworze Adama Mickiewicza pt. Świtezianka, o którym można stwierdzić właściwie tylko, że jest świadkiem relacjonowanych przez siebie wydarzeń).
Kwestia utożsamienia autora z ja lirycznym jest sporna: romantycy w większości sugerowali, że to właśnie oni odpowiadają podmiotowi lirycznemu, zaś poeci symbolizmu krytykowali próby takiej interpretacji.